# レオナルド・ゴンサレス
レオナルド・ゴンサレス（Leonardo González Arce、1980年11月21日 - ）は、コスタリカの元サッカー選手。元コスタリカ代表。ポジションはディフェンダー。

## 経歴
2002年11月にコスタリカ代表デビュー。翌年の2003 CONCACAFゴールドカップにも出場、4位となった。2006 FIFAワールドカップのメンバーにも選出され、グループステージ全3試合に出場した。2009年までに通算61試合に出場、1得点をあげた。

## 代表歴

### 出場大会
- コスタリカ代表
  - 2006 FIFAワールドカップ

### 試合数
- 国際Aマッチ 61試合 1得点（2002年-2009年）[1]

| コスタリカ代表 | 国際Aマッチ | 国際Aマッチ |
| 年             | 出場        | 得点        |
| -------------- | ----------- | ----------- |
| 2002           | 1           | 0           |
| 2003           | 13          | 0           |
| 2004           | 11          | 0           |
| 2005           | 9           | 0           |
| 2006           | 7           | 0           |
| 2007           | 11          | 1           |
| 2008           | 4           | 0           |
| 2009           | 5           | 0           |
| 通算           | 61          | 1           |